# Walter Hohmann
Pour les articles homonymes, voir Hohmann.
Walter Hohmann ( /h oʊ m ə n / ; en allemand : [ˈhoːman] ; 18 mars 1880 - 11 mars 1945) est un ingénieur allemand qui apporte une contribution importante à la compréhension de la dynamique des orbites. Dans un livre publié en 1925, Hohmann établit une trajectoire économe en carburant pour déplacer un vaisseau spatial entre deux orbites différentes, maintenant appelée orbite de transfert Hohmann. Il obtient son doctorat de l'Université RWTH Aachen en 1920.

## Biographie
Hohmann est né à Hardheim, fils d'un médecin. Enfant, il vit pendant un certain temps avec sa famille à Port Elizabeth, en Afrique du Sud, avant de retourner en Allemagne. Il étudie le génie civil à l'Université technique de Munich, diplômé en 1904. Il travaille ensuite pour les conseils municipaux de Vienne, Hanovre et Breslau (aujourd'hui Wrocław) avant de s'installer à Essen, où il occupe finalement le poste d'architecte en chef.
Hohmann s'intéresse à l'espace dès son plus jeune âge lorsque son père lui montrait les constellations du sud. Dès qu'il a lu les œuvres de science-fiction de l'écrivain français Jules Verne et de l'auteur allemand Kurd Lasswitz, il commence à se demander : « Comment y parvenir ? » . Entre 1911 et 1912, alors que Hohmann travaille comme ingénieur à Breslau, son cousin aîné lui envoie des manuels d'astronomie. Hohmann commence très rapidement à consacrer la majeure partie de son temps libre à l'étude de l'astronomie et commence à réfléchir sérieusement au problème des vols spatiaux interplanétaires.
Finalement, Hohmann se rend compte que minimiser la quantité de carburant que l'engin spatial devait transporter serait une contribution importante, et il trace une variété d'orbites jusqu'à ce qu'il trouve celle qui porte maintenant son nom. Il publie ses découvertes dans Die Erreichbarkeit der Himmelskörper (L'atteignabilité des corps célestes) .
L'importance de ce travail permet à Hohmann de devenir, à la fin des années 1920, une figure de proue du mouvement amateur allemand s'intéressant aux fusées, le Verein für Raumschiffahrt (VfR   - «Spaceflight Society»). L'écrivain Willy Ley demande à Hohmann de contribuer à une anthologie d'articles sur les vols spatiaux, "Die Möglichkeit der Weltraumfahrt" (La possibilité de voyager dans l'espace), publié en 1928. Hohmann contribue à un article sur "Fahrtrouten, Fahrzeiten und Landungsmöglichkeiten" (Routes, horaires et options d'atterrissage) où il propose d'utiliser un module d'atterrissage séparable pour se rendre sur la Lune, une idée qui est ensuite utilisée dans les missions lunaires Apollo.
À la suite de la montée en puissance du parti nazi, Hohmann s'éloigne autant que possible de l'intérêt qu'il porte aux fusées, ne souhaitant jouer aucun rôle dans le développement de la fusée en tant qu'arme. Il meurt dans un hôpital d'Essen peu avant la fin de la Seconde Guerre mondiale à la suite du stress subi lors de l'intense bombardement allié de la ville.

## Observatoire Walter-Hohmann

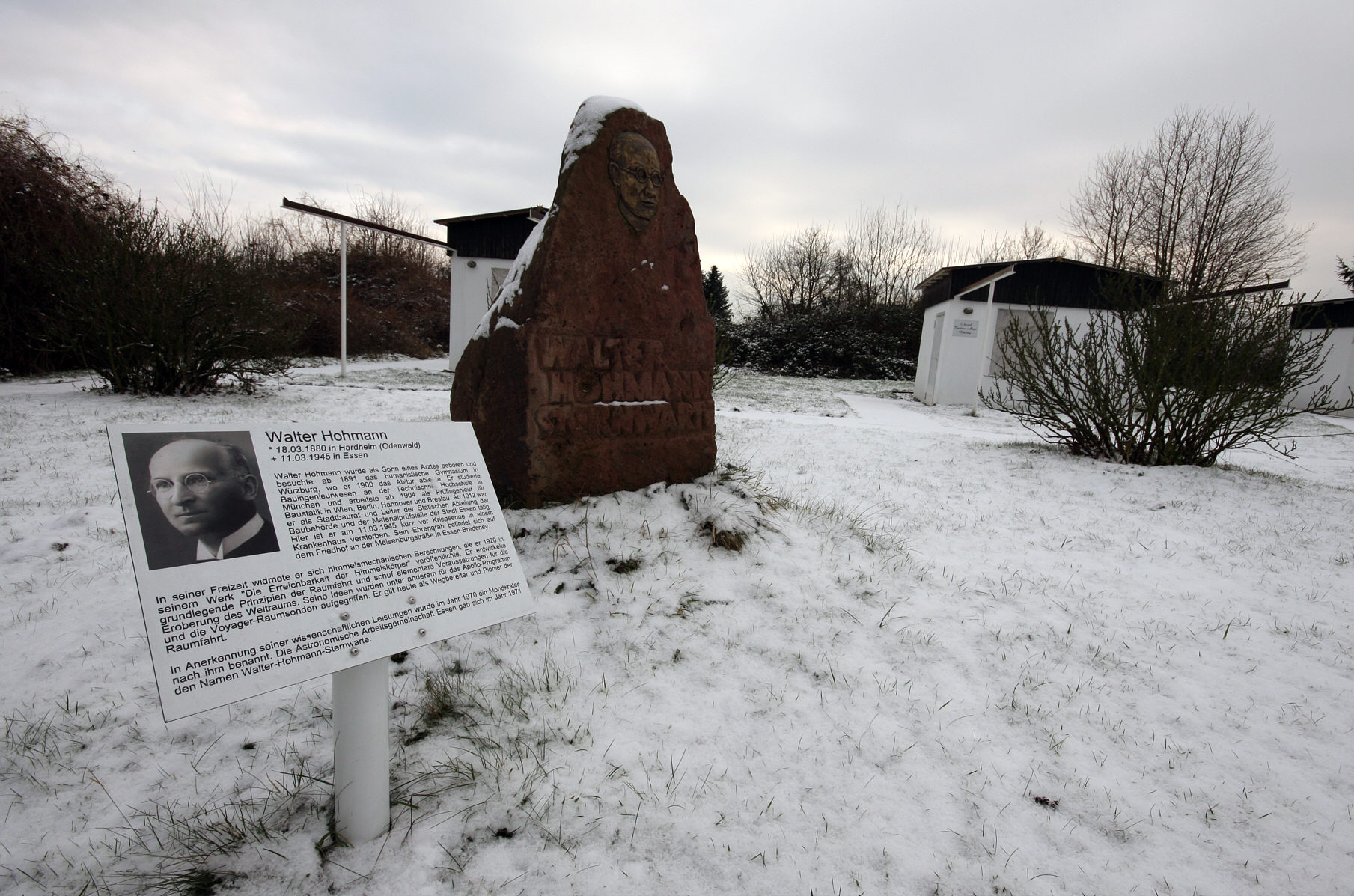
Plaque commémorative à l'observatoire Walter-Hohmann

En 2009, l'Observatoire Walter-Hohmann à Essen, en Allemagne, a installé une plaque commémorative sur leur terrain : 
« Walter Hohmann était fils d'un médecin, il a suivi les cours du lycée de Würzburg (Allemagne), où il a obtenu son diplôme en 1900. Il a étudié l'ingénierie à l'université technique de Munich (Allemagne) et a travaillé à partir de 1904 comme ingénieur en analyse structurelle à Vienne (Autriche), Berlin (Allemagne), Hanovre (Allemagne) et Wroclaw (Allemagne). À partir de 1912, il a travaillé comme urbaniste et directeur de la construction des immeubles et du département des essais de matériaux de la ville d'Essen (Allemagne). C'est ici qu'il mourut dans un hôpital le 11-03-1945, peu de temps avant la fin de la guerre. Sa tombe honorifique est située au cimetière de "Meisenburgstraße" dans la ville d'Essen (Allemagne). 
Dans ses temps libres, il se consacre aux calculs de mécanique céleste et en 1920, il publie son livre "Die Erreichbarkeit der Himmelskörper" (L'atteignabilité des corps célestes). Il a développé des principes de base et créé des outils avancés nécessaires à la conquête de l'espace. Ses idées ont été reprises pour le programme Apollo et le vaisseau spatial Voyager (par exemple). Aujourd'hui, il est considéré comme un pionnier du voyage spatial. 
En reconnaissance de ses réalisations scientifiques, son nom fut donné à un cratère lunaire en 1970. L'Association Astronomique d'Essen (Allemagne) s'est donné le nom de "Walter-Hohmann-Observatory" en 1971. »
L'astéroïde 9661 Hohmann porte également son nom.